# أوتشل وبيرثشير الجنوبية (دائرة انتخابية في المملكة المتحدة)
أوتشل وبيرثشير الجنوبية (بالإنجليزية: Ochil and South Perthshire)‏ هي إحدى الدوائر الانتخابية في المملكة المتحدة الممثلة في مجلس العموم في برلمان المملكة المتحدة.
عضو البرلمان الذي يمثلها حالياً هو :Gordon Banks (Lab).